# Jacobus Naveros
Jacobus Naveros, även Diego Naveros, född i slutet av 1400-talet i Castronuño, var en spansk logiker och skolastisk filosof. 
Jacobus Naveros räknas till nominalisterna.